# Aphanius villwocki
Aphanius villwocki és una espècie de peix de la família dels ciprinodòntids i de l'ordre dels ciprinodontiformes.

## Morfologia
Els mascles poden assolir els 4,8 cm de longitud total.

## Distribució geogràfica
Es troba a Àsia: Turquia.